# کلیسای ماتیاش
کلیسای ماتیاش (مجاری: Mátyás-templom) یک کلیسای کاتولیک در مجاورت قلعهٔ ماهیگیر در قلب منطقهٔ قلعه در پایتخت مجارستان، بوداپست است. این کلیسا در سال ۱۰۱۵ میلادی به سبک معماری رمانسک ساخته شده ولی هیچ نمونهٔ باستانشناسی از آن پیدا نشده‌است. ساختمان فعلی آن در نیمه دوم قرن چهاردهم در سبک گوتیک شعله‌سان ساخته شده و قرن نوزدهم بازسازی شده‌است.

## نگارخانه

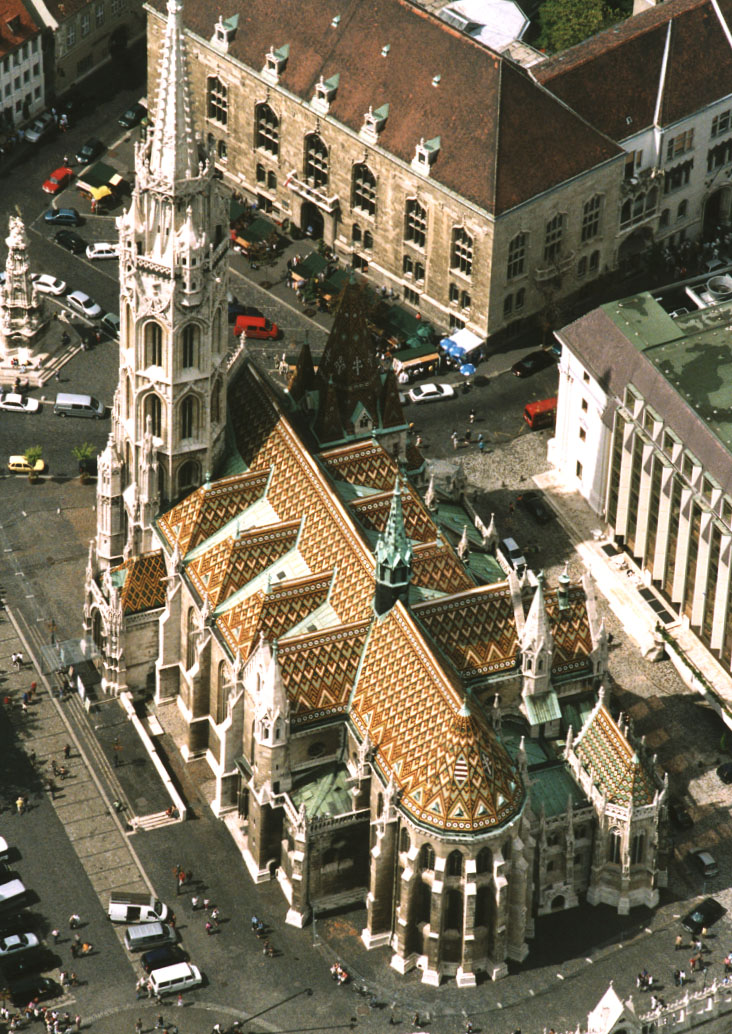
نمای هوایی از کلیسای ماتیاش
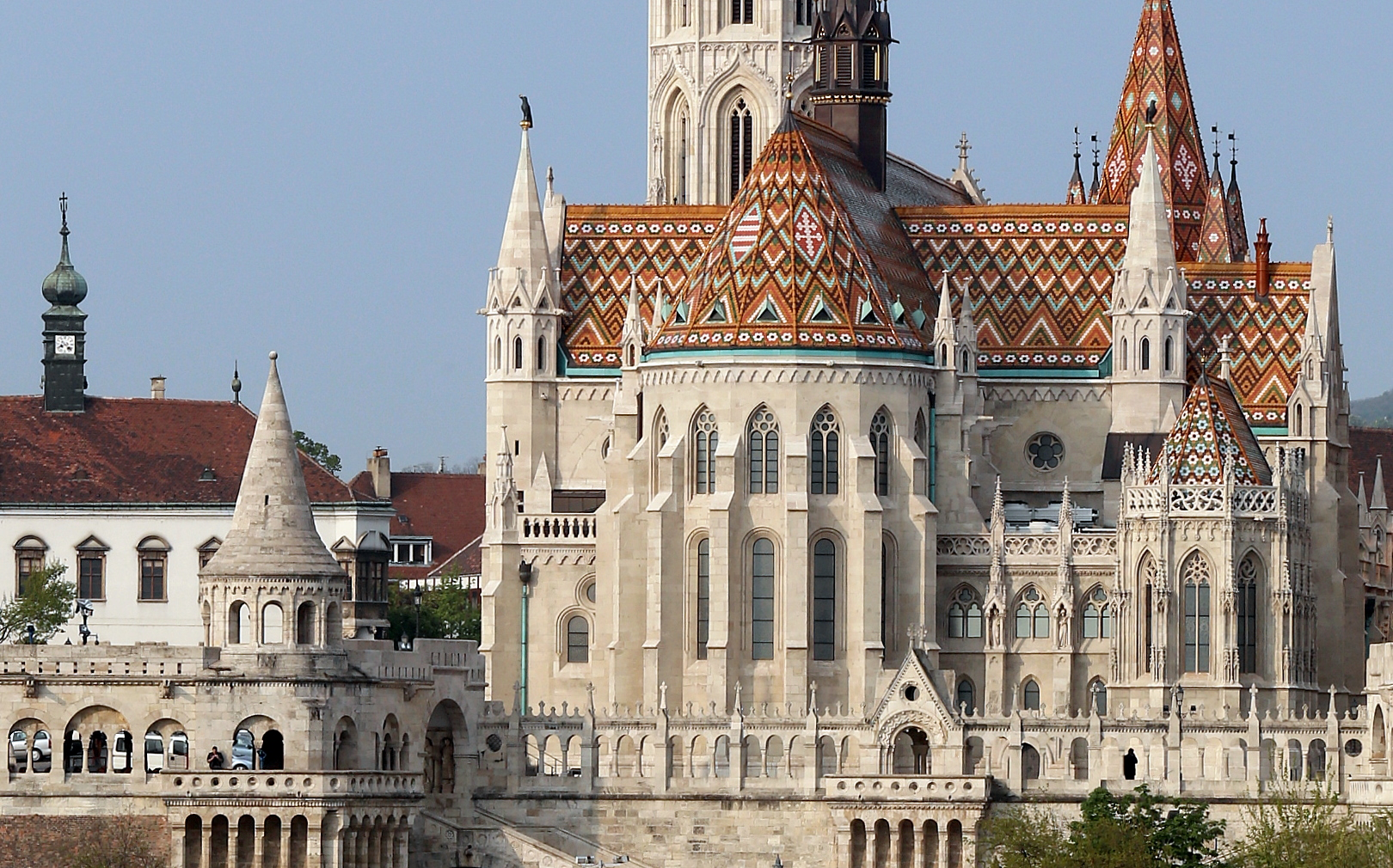
کلیسای ماتیاش در نور صبحگاهی - نمای دید پرنده
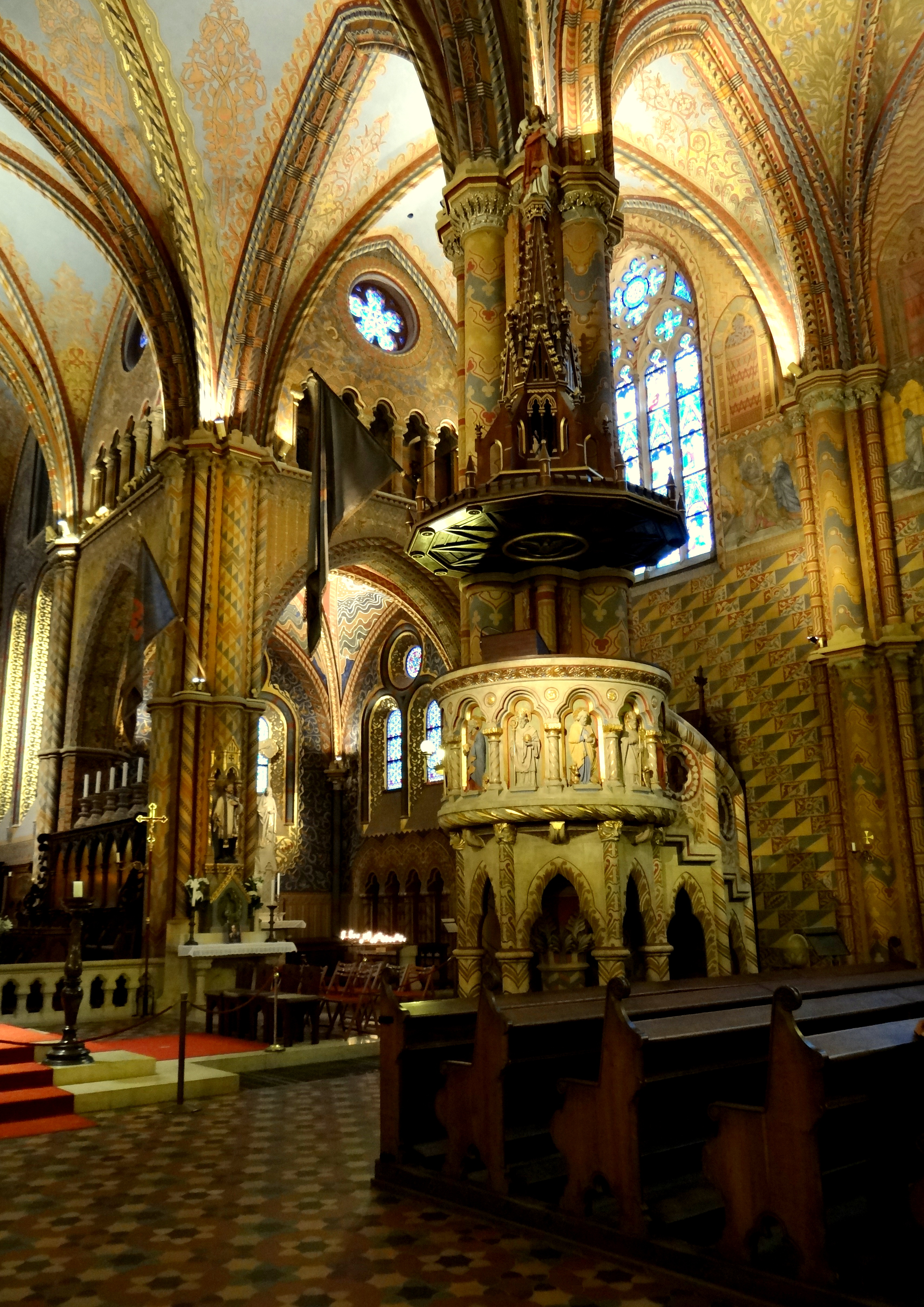
سکوب خطابه کلیسای ماتیاش
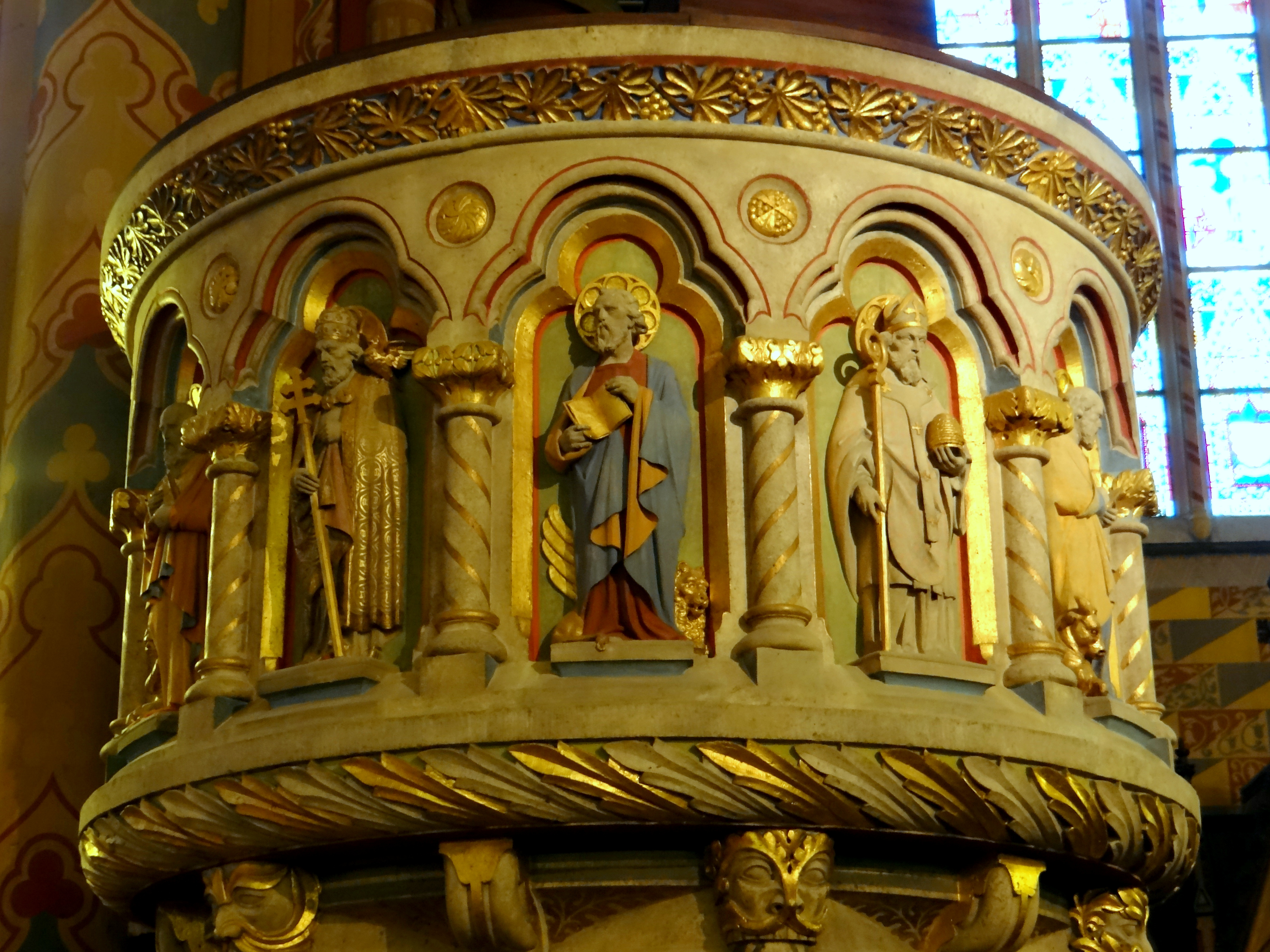
سکوب خطابه کلیسای ماتیاش با جزئیات
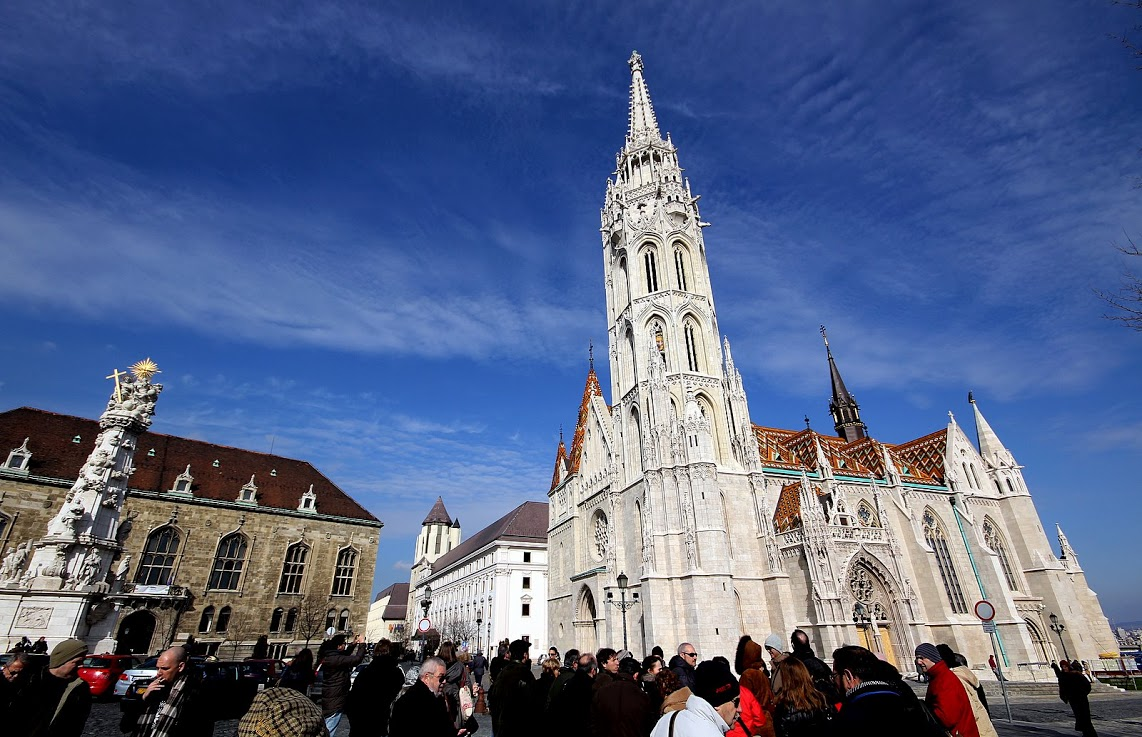
نمای کلیسای ماتیاش و میدان تثلیث (Szentháromság tér)
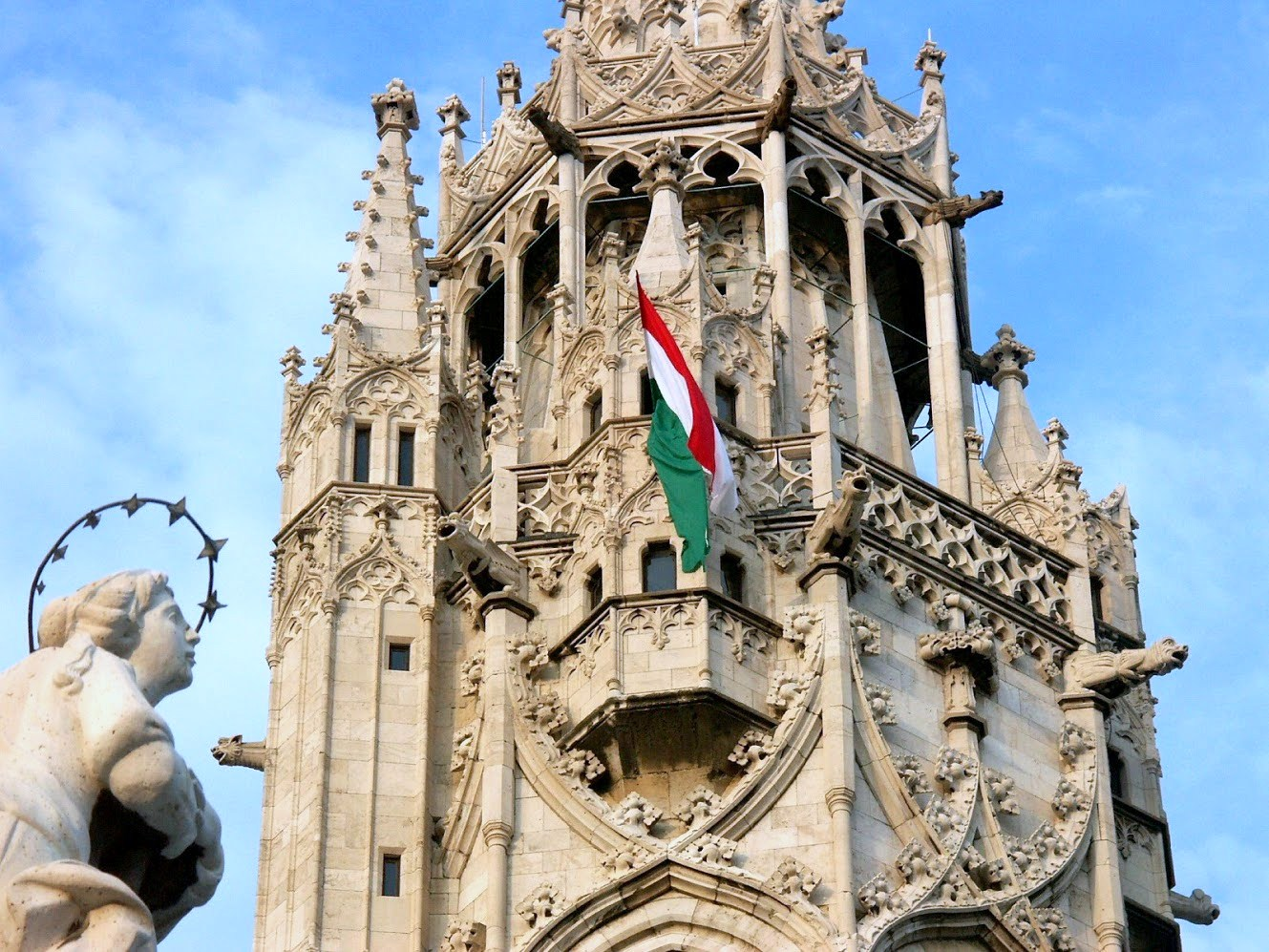
کلیسای ماتیاش در ۲۰ اوت، روز ملی
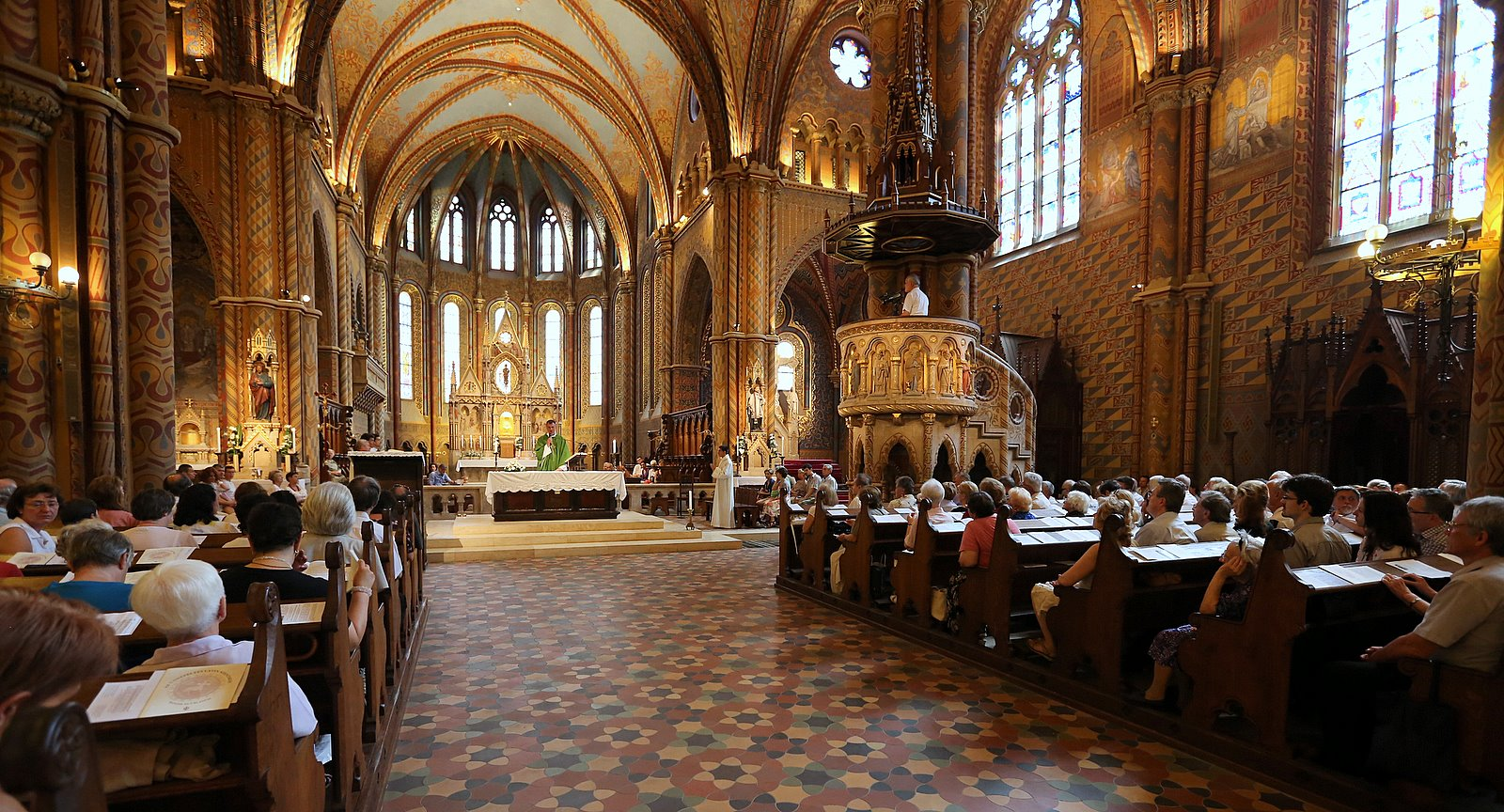
کلیسای ماتیاش - مراسم عشای ربانی
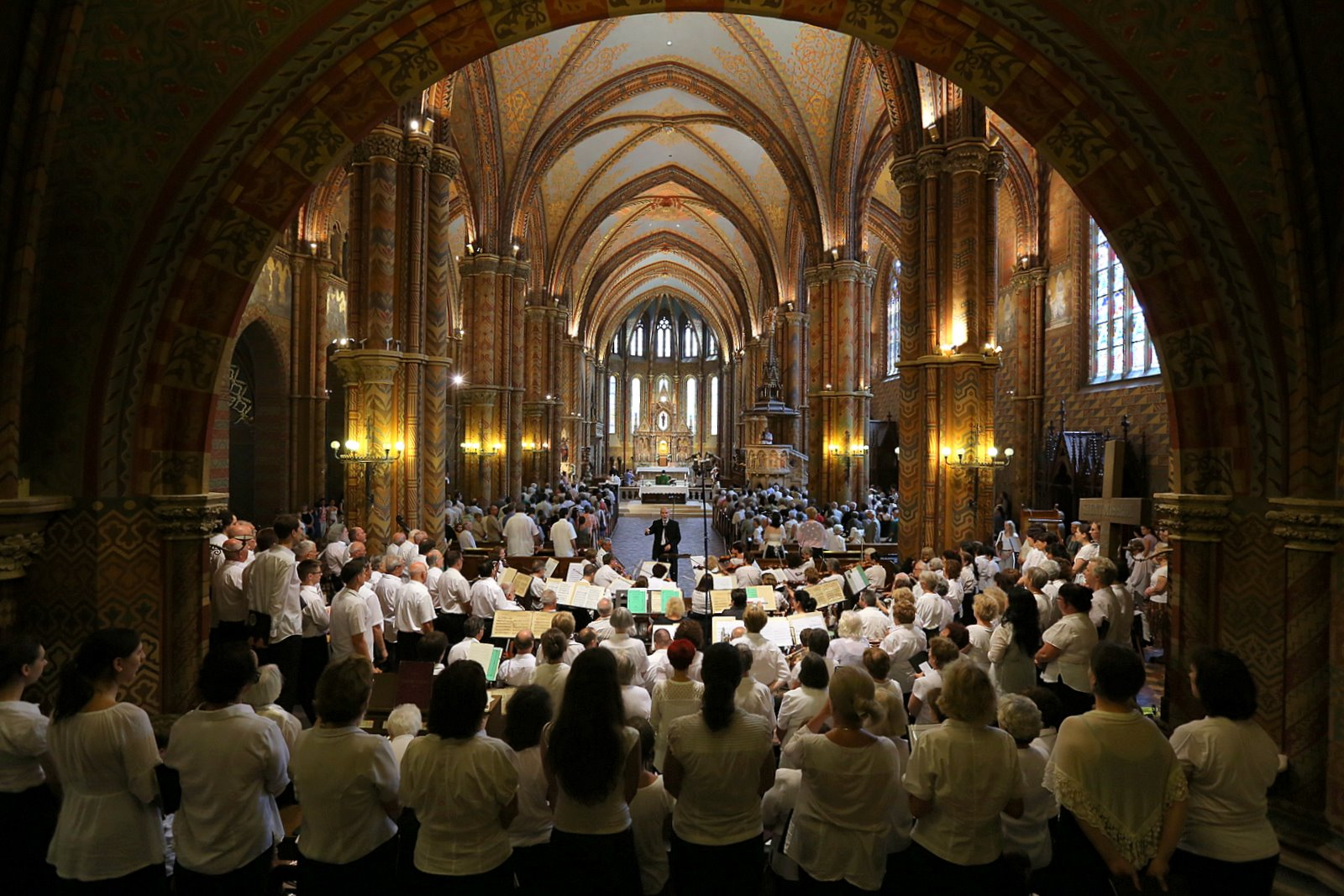
گروه کُر و ارکستر کلیسای ماتیاش
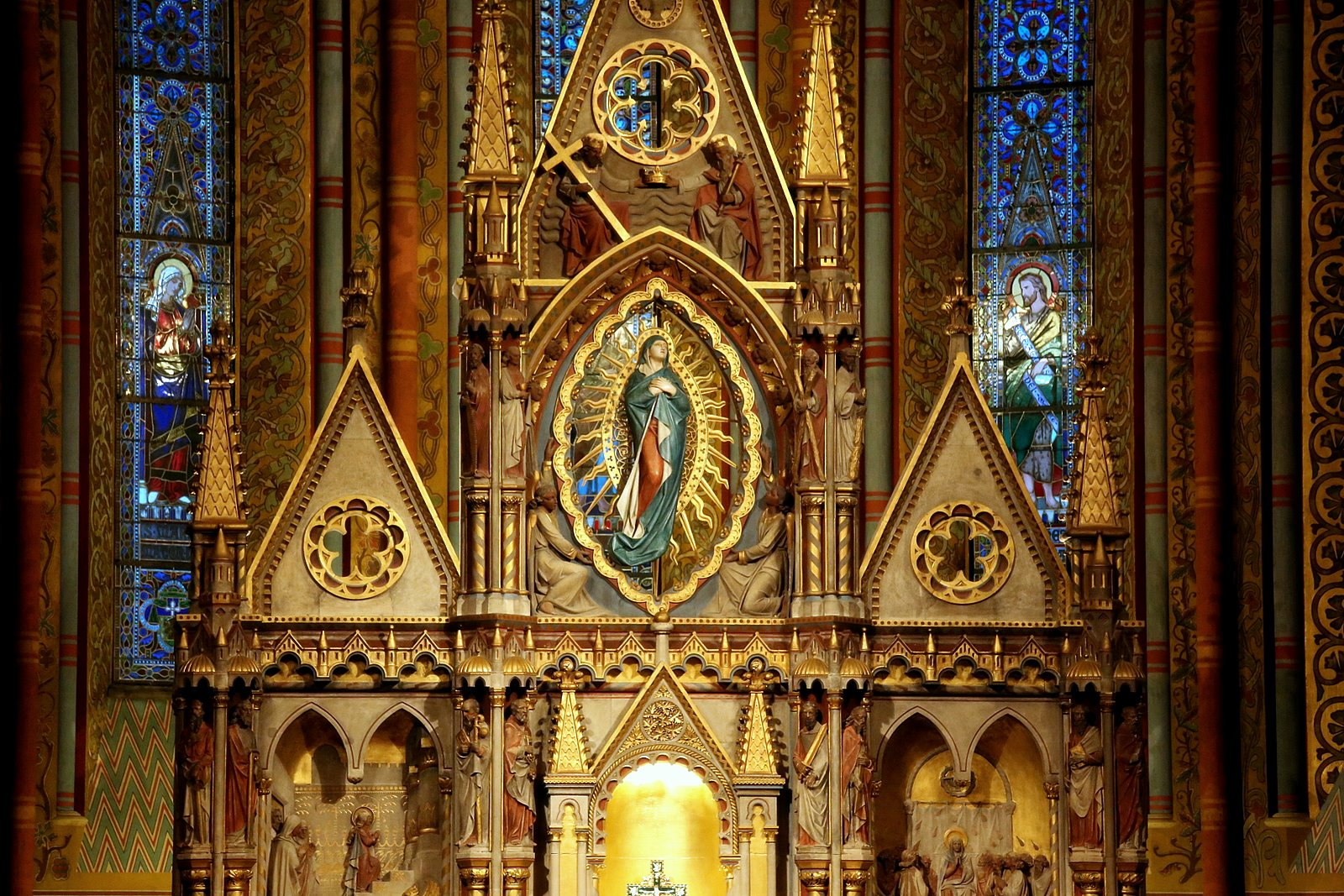
محراب اصلی کلیسای ماتیاش با جزئیات
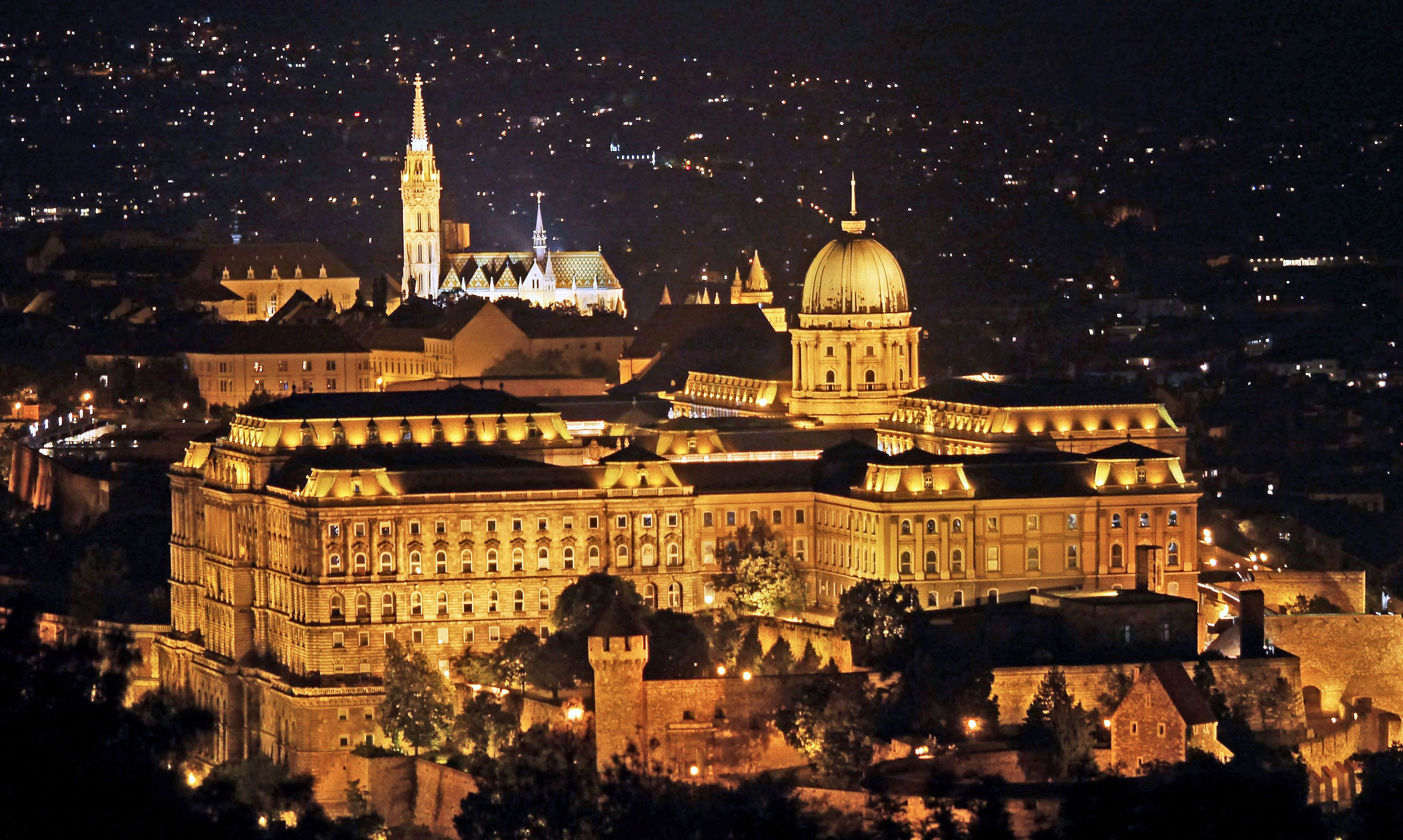
نمای هوایی از کلیسای ماتیاش و قلعه بودا در شب